# Axiogenesis
Die Axiogenesis AG ist ein Biotechnologieunternehmen mit Sitz in Köln und Anbieter von maßgeschneiderten Zelllinien und Anwendungen der Stammzellentechnologie für  Pharmakologie, Toxikologie, Krankheitsmodelle und sonstige Zwecke. Das Unternehmen wurde 2001 gegründet und ist seit 2008 an der Frankfurter Aktienbörse notiert.
Die Axiogenesis verfügt über Prüfverfahren für die Pharmakologie, sowie für Sicherheits-Screenings, insbesondere in der Pharma-, Chemie- und Kosmetikindustrie. Diese basieren auf embryonalen Stammzellen (ESC) von Mäusen, die zu differenzierten Geweben (beispielsweise Herz, Haut oder Leber) mit normalem physiologischen Verhalten kultiviert werden.
In Zusammenarbeit mit dem Fraunhofer-Institut für Angewandte Informationstechnik wurde ein Verfahren zur vollständig automatisierten In-vitro-Kultivierung und -Beobachtung von Gewebeproben auf Basis digitaler Daten- und Bildverarbeitungssysteme marktreif entwickelt. Auf der Grundlage dieser Tests können Aussagen zur Wirksamkeit und Toxizität bekannter und neuer Substanzen getroffen werden. Dieses Verfahren bietet eine Alternative zu Tierversuchen.
Basistechnologie fast aller Produkte und Dienstleistungen von Axiogenesis ist ein patentiertes Verfahren, das eines der wesentlichen Probleme bei der „Programmierung“ von Stammzellen löst: die Entfernung falscher Zelltypen aus dem entstehenden Zellgemisch, so dass z. B. ausschließlich Herz- oder Leberzellen vorliegen. Dieses Verfahren ist sowohl auf embryonale Stammzellen, als auch auf induzierte pluripotente Stammzellen, anwendbar und eröffnet damit jenseits der aktuellen Anwendungen z. B. in der Herstellung von standardisiertem oder maßgeschneidertem Zellmaterial für Pharmakologie, Toxikologie oder Krankheitsmodelle auch konkrete therapeutische Perspektiven. So konnte bei Mäusen nach einem Herzinfarkt durch Transplantation von stammzellbasierten Herzzellen die Pumpleistung des Herzens signifikant und dauerhaft gesteigert werden.

## Geschichte
- 2001: Gründung der Axiogenesis AG
- 2002: Entwicklung eine Testsystems für pharmakologische Screenings zur Entwicklung von Herzmedikamenten. Dabei werden erstmals Mikroelektroden-Arrays (MEA) zur Messung von Arzneimittelwirkungen bei den aus embryonalen Stammzellen erzeugten Cardiomyocyten verwendet.
- 2003: Entwicklung R.E.Tox-Systems zur Überprüfung der Embryotoxizität von Medikamenten und sonstigen Chemikalien.
- 2004: Entwicklung eines Testsystems als In-vitro-Modell für Cardiomyopathie zur Entwicklung von Medikamenten gegen chronische Herzinsuffizienz. Erfolgreiche Transplantation von stammzellenbasierten Cardiomyocyten in infarktgeschädigte Mäuseherzen mit dauerhafter und signifikanter Verbesserung der Pumpleistung.
- 2005: Gründung der TÜV Biotec GmbH als Joint-Venture mit der TÜV Rheinland Gruppe und Lizenzierung von R.E.Tox an dieses Unternehmen.
- 2006: Anerkennung von R.E.Tox als Äquivalenzverfahren zu anderen ESC-Tests durch das Europäische Zentrum zur Validierung alternativer Methoden (ECVAM)
- 2007: Die Axiogenesis-Aktie wird an der Frankfurter Börse notiert
- 2009: Abschluss eines exklusiven Vertriebsabkommens mit der Lonza AG für den Vertrieb von stammzellenbasierten Cardiomyozyten
- 2010: Lizenzvertrag mit der iPS Academia Japan (Kyoto) zur Nutzung der unter Führung von Professor Shinya Yamanaka entwickelten iPS-Technologien
- 2017: Axiogenesis AG fusioniert mit der belgisch-niederländischen Pluriomics BV zu Ncardia. Der Standort in Köln wird zu Ncardia AG Germany.